# Акулинино (Костромская область)
Акулинино — деревня в составе Дмитриевского сельского поселения Галичского района Костромской области России.

## География
Деревня расположена у реки Челсма.

## История
Согласно Спискам населённых мест Российской империи в 1872 году деревня относилась к 1 стану Галичского уезда Костромской губернии. В ней числилось 18 дворов, проживало 72 мужчины и 77 женщин.
Согласно переписи населения 1897 года в деревне проживало 144 человека (61 мужчина и 83 женщины).
Согласно Списку населённых мест Костромской губернии в 1907 году деревня относилась к Фоминской казённой волости Галичского уезда Костромской губернии. По сведениям волостного правления за 1907 год в деревне числилось 38 крестьянских дворов и 221 житель. Основным занятием жителей деревни была работа малярами.
До 2010 года деревня относилась к Челсменскому сельскому поселению.

## Население
| 2008 | 2010 | 2012 | 2014 |
| ---- | ---- | ---- | ---- |
| 1    | ↘0   | ↗1   | →1   |